# Pierre Michon
Pierre Michon (28. března 1945 Châtelus-le-Marcheix) je francouzský spisovatel. Proslavil se svou prvotinou Vies minuscules (Maličké životy), kterou vydal ve 38 letech. V roce 2019 získal mezinárodní Cenu Franze Kafky.

### Vyšlo česky
- Opati, Paseka 2007